# Universidade Europeia de Madrid
Universidade Europeia de Madrid (UEM; em castelhano: Universidad Europea de Madrid) é uma instituição de ensino superior privada com campi em Villaviciosa de Odón e Alcobendas, na Espanha. Iniciou suas atividades em 1989, e possui mais de 15.000 alunos. É considerada uma das cinco melhores universidades privadas da Espanha.
Em dezembro de 2018, a Laureate International Universities vendeu a Universidade Europeia de Madrid (UEM), Valência (UEV) e Canárias, dentre outras, ao fundo inglês de investimentos Permira.